# Катеринославська науково-дослідна кафедра українознавства
Катеринославська науково-дослідна кафедра українознавства — науково-дослідна установа, створена 1922 при Катеринославському крайовому історико-археологічному музеї (нині Дніпропетровський історичний музей імені Д. Яворницького). Згодом діяла при Катеринославському інституті народно освіти під головуванням Д. Яворницького. Мала секції археології, етнографії, історичної етнографії України та історії Запорожжя, економічної й соціальної історії України, з 1925 — секцію загальної історії. Від 1928 складалася із секцій загальної історії, історії робітничих і селянських рухів, української історії, історії української літератури і мови. На кафедрі працювали М. Бречкевич, М. Злотников, Д. Євстафієв, П. Єфремов, В. Пархоменко, навчались аспіранти П. Козар, А. Новак, І. Степанов, Г. Черняхівський.
Наукова діяльність кафедри зосереджувалася на вивченні пам'яток місцевої старовини та побуту степової України. Співробітники кафедри також брали участь в експедиції для вивчення пам'яток старовини на території Дніпрельстану (під керівництвом Д. Яворницького). Праці співробітників кафедри друкувались у виданнях ВУАН, «Записках Дніпропетровського ІНО», журналах «Літопис революції» та «Східний світ».
Кафедра припинила діяльність на початку 1930-х рр.